# Live in Warsaw (album Leszka Możdżera i Adama Klocka)
Live in Warsaw - album koncertowy wiolonczelisty Adama Klocka i pianisty Leszka Możdżera. Wydawnictwo ukazało się 27 czerwca 2005 roku nakładem wytwórni muzycznej Universal Music Polska. Nagrania zarejestrowano w Studio Polskiego Radia im. Witolda Lutosławskiego w Warszawie 18 kwietnia 1999 roku.
Album dotarł do 49. miejsca polskiej listy przebojów - OLiS.   

## Lista utworów
Opracowano na podstawie materiału źródłowego.
1. Bud Powell - "Parisian Thoroughfare" - 4:55
2. Johann Sebastian Bach - "Adagio from Sonata in D major BWV 1028" - 2:20
3. Krzesimir Dębski - "Montreal Ballad" - 7:22
4. Johann Sebastian Bach - "Allegro from Sonata in D major BWV 1028" - 3:49
5. Krzesimir Dębski - "Cantabile in H" - 6:49
6. Johann Sebastian Bach - "Andante from Sonata in G major BWV 1027" - 3:46
7. John Dabney - "Shine" - 5:02
8. Johann Sebastian Bach - "Andante from Sonata in D major BWV 1028" - 7:25
9. Adam Klocek - "Song" - 2:55
10. Johann Sebastian Bach - "Adagio from Sonata in G major BWV 1027" - 5:30
11. Astor Piazzolla - "Le grand tango" - 12:50